# Sur ordre de Sa Majesté
Sur ordre de Sa Majesté (By Royal Command) est le cinquième et dernier roman de la série La Jeunesse de James Bond à être écrit par Charlie Higson. Ce roman d'espionnage est paru en 2008.
Le roman se déroule dans les années 1930, en Europe. Communistes, nazis et services secrets anglais se livrent une guerre impitoyable. Or, sans le savoir, James détient la preuve d'un terrible complot qui pourrait semer le chaos dans le royaume... Face aux trahisons et aux mensonges, James va devoir choisir son camp. Il n'en sortira pas indemne...

## Résumé
À Lisbonne, le colonel Irina Sedova du Guépéou, aussi connue sous le surnom de Babouchka (voir Poker fatal), rend visite au chef de la cellule communiste du Portugal, Marthinho Ferreira. Cependant, elle se rend vite compte que l'homme qui la reçoit n'est pas Ferreira. Il tente de l'occire mais le gilet pare-balles d'Irina Sedova la protège et elle parvient à tuer l'imposteur. Elle trouve alors une feuille de papier où un nom est inscrit : James Bond. Plus tard, sur une route de montagne, le graf Otto von Schlick est victime d'une voiture piégée.
Pendant ce temps, James Bond est en chemin pour un voyage comportant des activités de ski en Autriche à Kitzbühel, organisé par une école. Lorsqu'il va à la rencontre d'un groupe de Jeunesses hitlériennes, les membres de ce groupe le prennent pour un tricheur car il a gagné à un jeu de cartes et décident de lui donner une correction. Bond les bat, leur donne généreusement ses gains et leur dit de jouer avec bonne grâce. Quelque temps plus tard, arrivé en Autriche, il a l'impression d'être suivi. À l'hôtel, il rencontre son ami Andrew Carlton et son professeur M. Merriot. Il doit finalement partager une chambre avec Miles Langton-Herring, un autre élève, qu'il n'apprécie guère. Durant son séjour, James Bond apprend à skier grâce à son moniteur, Hannes Oberhauser.
Mais lors d'une sortie en ski, la météo devient difficile et Bond s'éloigne du groupe pour rattraper Miles Langton-Herring, ivre, se dirigeant dans la mauvaise direction. Lorsqu'il parvient à la hauteur de Miles, celui-ci ne veut rien savoir et continue de s'éloigner de la piste. Bond le poursuit et, finalement, ils chutent tous les deux. Isolé en pleine montagne, avec Miles blessé qui avance difficilement, Bond tente de l'aider à redescendre, mais ils se font surprendre par une avalanche. Miles et Bond sont retrouvés puis hospitalisés. Dans la clinique, James Bond entend un homme crier que son cousin Jürgen va être tué. Il découvrira plus tard que cet homme était le graf Otto von Schlick. À sa sortie de clinique, Bond accepte la proposition de Hannes Oberhauser de passer quelque temps chez lui.
Quelques jours plus tard, les garçons retournent à Eton, où Bond est introduit auprès du nouveau surveillant d'internat : Theo Bentinck. Ce dernier, cruel et sadique, aime torturer les jeunes garçons et décide immédiatement de prendre James Bond pour cible. Bond rencontre également une femme de chambre récemment engagée, Roan Power. Il tombe amoureux d'elle et commence à passer du temps en sa compagnie, ce qui lui vaut une correction de la part de Theo Bentinck, trouvant que les élèves d'Eton ne devraient pas « s'accointer avec une fille du commun ». Bond a toujours l'impression d'être suivi, il voit souvent un homme portant un chapeau mou et essaye sans succès de se trouver face à lui. 
Roan emmène Bond pique-niquer avec un ami, un Irlandais du nom de Dandy O'Keefe, jardinier à Eton. Au cours de cette sortie, Bond rencontre par hasard les princesses Elizabeth et Margaret mais ne les reconnaît pas. Peu après, il est invité à une fête donnée par les parents de Miles Langton-Herring, où il se trouve en présence d'Edward, le prince de Galles, et du mystérieux graf Otto von Schlick, qui s'avère être un membre éloigné de la famille du roi. Les amis de Bond s'éloignent peu à peu de lui car Bentinck s'en prend à eux pour atteindre Bond. James donne un coup de main à Dandy pour aller chercher une commande de jardinerie et apprend qu'il a des idées communistes.
Le 4 juin, le roi George V vient à Eton. Durant la journée, Bond reçoit la visite de sa tante Charmian et d'Amy Goodenough (voir La mort est contagieuse). Bond aperçoit également Sedova parmi la foule. En visite à l'école, il apprend, lors d'un cours de chimie sur les explosions, que les produits de jardinerie qu'il a rapportés avec Dandy peuvent servir à créer une bombe. Bond se dirige vers la chapelle d'Eton où doit se rendre le roi George. Arrivé sur place, il est assommé, ligoté et bâillonné à proximité de la bombe par Dandy. Ce même Dandy prévoit d'assassiner le roi en faisant exploser la chapelle d'Eton, dans le but de lancer une révolution communiste. Par ailleurs, Bond apprend qu'il était prévu qu'il (Bond) meure dès le début, mais aussi que Roan est impliquée dans l'attentat. Bond parvient à se libérer et désamorcer la bombe grâce à un couteau caché sur lui, puis il part à la poursuite de Dandy. Ce dernier, couteau au poing, le menace, mais Bond est sauvé par l'homme au chapeau mou qui l'avait suivi pendant tout ce temps. Dandy meurt et Dan Nevin (l'homme au chapeau mou) force Bond à monter dans une voiture. Le véhicule s'arrête et Bond rencontre M. Merriot ; l'enseignant lui révèle qu'il travaille pour le Secret Intelligence Service et qu'ils ne l'ont jamais perdu de vue. Il dit également à Bond que Dandy et Roan œuvrent pour une cellule communiste et que le SIS veut tout savoir sur l'opération. Pour cela, Bond doit retourner voir Roan pour lui soutirer des informations. James Bond accepte non sans mal.
De retour à Eton, Bond apprend de Roan qu'elle travaille pour un agent communiste connu sous le nom de code d'« Améthyste » et œuvrant pour la cellule communiste basée au Portugal. Cette opération, appelée snow-blind, est dirigée par un homme connu sous le nom de code d'« Obsidienne ». Bond apprend à Roan que Dandy est mort. Elle supplie James Bond de ne pas la dénoncer et ils échangent un baiser. Cependant, incapable de trahir Roan, Bond lui dit la vérité et ils décident de fuir le pays ensemble. Avant leur départ, Bond est accosté par Theo Bentinck qui le provoque. Bond lui fait subir un passage à tabac. Avec l'aide de son ami Perry Mandeville, Bond, accompagné de Roan, parvient à obtenir assez d'argent pour aller en France. Le plan de Bond est de se rendre chez Oberhauser, en Autriche. Ils rencontrent brièvement Sedova en France.
Arrivés en Autriche, Bond et Roan passent du temps avec Oberhauser avant que Roan ne trahisse Bond. En effet, Roan le livre à « Obsidienne », le graf Otto von Schlick, qui n'est autre en réalité que le Dr Perseus Friend, l'ancien scientifique de Lord Hellebore, que Bond avait cru mort dans l'incendie du laboratoire (voir Opération SilverFin). Il est révélé que Friend a pris l'identité du graf grâce à plusieurs opérations chirurgicales, le véritable graf ayant été tué. En outre, il est également révélé que Friend et « Améthyste » (un Russe nommé Vladimir Wrangel) ne travaillent pas pour les Russes, mais pour les nazis. Le plan était de tromper Dandy et Roan en leur faisant croire qu'ils travaillaient pour la Russie, et que la mort du roi allait inciter les travailleurs de Grande-Bretagne à se révolter contre le gouvernement. Le roi George mort, Edward, le prince de Galles, aurait pris sa place sur le trône. Comme il était plus sympathique que son père à Hitler, de plus la pensée qu'il s'agissait d'un assassinat communiste se serait imposée, le Royaume-Uni aurait donc formé une alliance avec l'Allemagne, donnant ainsi à cette dernière un allié dans la guerre contre la Russie. Marthinho Ferreira avait d'ailleurs été remplacé par un homme de Friend.
Bond et Roan sont enfermés dans le château von Schlick, et Perseus Friend envisage, pour se venger de Bond, de l'écorcher vif et de se faire greffer des morceaux de sa peau. Toutefois, Bond et Roan parviennent à s'échapper et à tuer Wrangel. Ils sont poursuivis autour du château par Friend. Des agents de la Guépéou, sous le commandement du colonel Sedova, qui avaient suivi toute la conspiration depuis Lisbonne, arrivent également pour attaquer le château. Sedova tue Friend puis intercepte Bond et Roan avant de décider de les tuer. Lorsqu'elle tire sur Bond, Roan s'interpose et tombe sous la balle qui lui était destinée. Le SIS intervient à son tour et sauve Bond, Sedova arrive cependant à s'enfuir. Avant de mourir, Roan révèle qu'elle était mariée à Dandy mais qu'elle aimait Bond.
Par la suite, M. Merriot informe Bond que, bien que le roi lui soit très reconnaissant de lui avoir sauvé la vie, cependant il ne lui sera pas possible de rester à Eton. Ainsi, Bond est envoyé à Fettes College, où se trouve Perry Mandeville. Merriot lui dit aussi qu'il ne doit en aucun cas parler de tout ce qui s'est passé.

## Personnages principaux
- James Bond
- Roan Power
- Dandy O'Keefe
- M. Merriot
- Miles Langton-Herring
- Theo Bentinck
- Otto von Schlick
- Vladimir Wrangel
- Irina Sedova
- Hannes Oberhauser